# Rudolf Hrušínský
Rudolf Hrušínský, född 17 oktober 1920 i Nová Včelnice i Tjeckoslovakien, död 13 april 1994 i Prag i Tjeckien, var en tjeckisk skådespelare. Han är främst känd för sina roller som Soldaten Švejk i Dobrý voják Švejk (1957) och uppföljaren Poslušně hlásím (1958) samt som den galne kollaboratören Karel Kopfrkingl i skräckfilmen Spalovač mrtvol (1969). Hrusínský medverkade under åren 1937–1993 i över 220 filmer och TV-produktioner. Han var under många år engagerad vid Nationalteatern i Prag.
Under Pragvåren undertecknade han manifestet Tvåtusen ord för demokratireformer i det då kommunistiska Tjeckoslovakien vilket senare på 1970-talet ledde till att han hölls borta från filmroller under flera år.

## Filmografi, urval
- 1941 – Nattfjärilen
- 1952 – Haseks berättelser från den gamla monarkin
- 1953 – Blodets hemlighet
- 1957 – Dobrý voják Švejk
- 1958 – Poslušně hlásím
- 1962 – Baron Prášil
- 1968 – Nyckfull sommar
- 1969 – Lärkmarionetter (premiär 1990)
- 1969 – Spalovač mrtvol
- 1978 – Nick Carter - världens deckare
- 1980 – När seklet var kort
- 1984 – Tři veteráni
- 1986 – Min lilla by
- 1989 – Slut på gamla tider
- 1991 – Älskade magister
- 1992 – Bläckfisken (TV-serie)